# Psilolechia
Psilolechia A. Massal. (sorenka) – rodzaj grzybów z rodziny Psilolechiaceae. Ze względu na współżycie z glonami zaliczany jest do grupy porostów.

## Systematyka i nazewnictwo
Pozycja w klasyfikacji według Index Fungorum: Psilolechiaceae, Lecanorales, Lecanoromycetidae, Lecanoromycetes, Pezizomycotina, Ascomycota, Fungi.
Nazwa polska według W. Fałtynowicza.

## Gatunki
- Psilolechia clavulifera (Nyl.) Coppins 1983 – sorenka gwoździkowa, krążniczka gwoździkowa
- Psilolechia leprosa Coppins & Purvis 1987
- Psilolechia lucida (Ach.) M. Choisy 1949 – sorenka jaskrawa, krążniczka jaskrawa
- Psilolechia purpurascens Coppins & Purvis 1987

Nazwy naukowe na podstawie Index Fungorum. Nazwy polskie według W. Fałtynowicza.